# Enquêtes réservées
Enquêtes réservées est une série télévisée française, créée par Patrick Dewolf et Clémentine Dabadie diffusée du 18 juillet 2009 au 21 septembre 2013 sur France 3, puis rediffusée sur 13e rue et sur Numéro 23 dès le 23 janvier 2017.  Elle s'arrête après la saison 6 par décision de France 3 de ne pas renouveler sa programmation.

## Synopsis
Les enquêtes de la cellule d'investigation criminelle de la Section de recherche de la Gendarmerie nationale à Marseille, une unité très spéciale que rien n'arrête, entre investigations criminelles parfois dures, luttes de pouvoir internes, et secrets d'ordre personnel ou militaire souvent terribles que découvrent les membres de l'équipe.

## Distribution

### Acteurs principaux
- Jérôme Anger : Commandant Vincent Saint-Mathieu, le directeur d'enquête,
- Yvon Back : Commandant puis Lieutenant-Colonel Thierry Chapelle / Rémy Wagner, le co-directeur d'enquête puis directeur de la Cellule
- Nathalie Besançon : Colonel puis Vice-Procureur Paule Albertini
- Dorylia Calmel : Gendarme puis Chef puis Adjudant Bérénice Saint-Mathieu
- Florence Hebbelynck : Lieutenant Cécile Paulin
- Mathilde Lebrequier : Catherine Monnereau
- Gilles Azzopardi : Maréchal des Logis-Chef Berthier
- Valentin Merlet : Adjudant puis Adjudant-Chef Pierre-Yves Malo, décédé (saison 1 à 5 - toujours au générique saison 6)

### Acteurs secondaires
- Nicolas Wanczycki : Lieutenant Sébastien Granville (saison 1)
- Manuel Bonnet : Général Gibot (saison 1 et 2)
- Laurence Cormerais : Nathalie (saison 2)
- Romane Portail : Christelle (saison 2)
- Nicole Dogué : Julie Saint-Mathieu, décédée (saison 2)
- Chani Sabaty : Mado, décédée dans une explosion de voiture (saisons 1 et 2)
- Yves Verhoeven : Costa (saison 2 et 3)
- Lucie Jeanne : Marine Gibot, tuée en légitime défense par Thierry Chapelle (saison 3)
- Samantha Markowic : Ludivine (saison 3)
- Marie Dauphin : Marianne Azzori (saison 3)
- Élodie Frenck : Gendarme Gendron (saison 3)
- François-Régis Marchasson : Étienne Marguet, décédé (saison 3)
- Jean Nehr : Ange Albertini (saison 3)
- Carole Brana : Angela Fournier (saison 4)
- Paul Belmondo puis Philippe Josserand : Dr Bouveret (saison 4 et 6)
- Caroline Mouton : Chloé Berling (saison 5)
- Renaud Danner : Antoine Spada (saisons 4 et 5), tué en légitime défense par le Commandant Vincent Saint-Mathieu
- Henri Courseaux : Henri Spada (saisons 4 et 5), tué par son fils Antoine Spada
- Alban Lenoir : Ralph Mortensen (saisons 4 et 5)
- Linda Hardy : Major Diane Delange (saison 5 et 6), chargée de l'enquête sur la mort de Pierre-Yves Malo.
- Alexandre Varga : Capitaine de Gendarmerie Max Leterrier puis arrêté pour le meurtre de l'Adjudant-Chef Pierre-Yves Malo (saison 5)
- François Cottrelle : Barral (saison 5 et 6)
- Anne Caillon : La procureure générale Anne-Lise Falguière (saison 6)
- Bruno Madinier : François Saint-Mathieu (saison 6)
- Héléna Soubeyrand : Stagiaire Camille Saint-Mathieu (saison 6)
- Alexandre de Sèze : Lino Santi (saison 6)
- David Marchal : Jean-Pierre Valin / Stéphane Fabre (saison 6)
- Thomas Jouannet : Maitre Arthur Morgane (saison 6)
- Elsa Kikoïne : Laura Malard  (saison 6)

## Décor
Le décor extérieur des bureaux de l'unité est la Villa Valmer, 271 corniche du Président-John-Fitzgerald-Kennedy

## Épisodes

### Première saison (2009)
1. Manipulations - 1re partie (titre original : deuil interdit)
2. Manipulations - 2e partie
3. Le sacrifice
4. Emprise
5. Alerte enlèvement
6. Dernière demeure

### Deuxième saison (2010)
1. Les morts n'ont pas d'empreintes
2. La voix de la nuit
3. Profanation
4. Cible mouvante
5. Une mort effacée : Le corps d’une femme est retrouvé sur un parking. Si l’affaire semble classique, les choses se corsent lorsque l’on identifie la victime qui n’est autre que la femme du juge Berthelsman...
6. Fin de partie : Le corps de Maryse Guersant, neurologue et experte auprès du tribunal, est retrouvée poignardée chez elle...

### Troisième saison (2011)
1. La mort en tapis roulant, avec Julie Bataille, Paco Boublard, Antoine Chappey Norbert Haberlick
2. Les sanglots d'Hippocrate, avec Manuel Bonnet, Serge Dupire, Steve Suissa
3. Le mort sans visage, avec Nadège Beausson-Diagne, Franck Borde, Bruno Henry
4. Entre chien et louve, avec Marie Guillard, Bruno Madinier, Thomas Jouannet, Anne Caillon
5. Blessures, avec Sophie de La Rochefoucauld, Franck Gourlat
6. Jardins secrets, avec Abel Jafri
7. Contre plongée, avec Cyril Thouvenin, Philippe Cariou, Frédéric van den Driessche
8. Un jouet cassé, avec Sophie Broustal, Michel Voïta

### Quatrième saison (2012)
1. Sombre Poison
2. Cœur de cible
3. Jour de chance
4. Tir cadré
5. Peste au paradis
6. Au nom du père
7. Piège sur la toile
8. Jules

### Cinquième saison (2012)
1. Eaux troubles, avec Mélanie Maudran, Charles Schneider
2. La mort n’oublie personne, avec Julie Judd, Guillaume Cramoisan
3. Beauté fatale, avec Jean-François Malet, Franck Sémonin, Ludivine Manca, Marc Pistolesi, Xavier-Adrien Laurent
4. Routards du crime, avec Martin Lamotte, Ambroise Michel, Anne Loiret
5. Le Mort invisible avec Léa François
6. L'Amour à mort
7. Un Témoin de trop, avec Noémie Merlant
8. La Mort au compteur

### Sixième saison (2013)
La sixième et dernière saison est diffusée du 7 septembre 2013 au 21 septembre 2013 sur France 3.
1. Cœur sanglant
2. Mauvaise rencontre, avec Dounia Coesens
3. L’Ombre du Palais, avec Franck Sémonin, Emmanuelle Bach
4. Dose létale
5. La belle endormie, avec Elsa Lunghini
6. Morte saison